# Fatti di Sarzana
Con l'espressione fatti di Sarzana si fa riferimento agli accadimenti del 21 luglio 1921, quando si registrarono diversi scontri armati avvenuti nella città di Sarzana tra squadre d'azione fasciste e Carabinieri reali e Guardie regie del Regio Esercito, cui seguirono, ad opera della popolazione civile e degli Arditi del Popolo, alcuni episodi, pur violenti, di resistenza antifascista spontanea in risposta alle iniziali violenze squadriste. Si tratta di uno dei pochi episodi di resistenza armata all'ascesa del fascismo in Italia.
All'alba del 21 luglio 1921, nella città di Sarzana, all'epoca in provincia di Genova, giunse una colonna di circa 500 squadristi comandati da Amerigo Dumini e Umberto Banchelli, con l'obiettivo di assaltare la città e recarsi alla Fortezza Firmafede per liberare alcuni fascisti che vi erano incarcerati, fra cui il fondatore del fascio di combattimento carrarese Renato Ricci, ritenuti responsabili degli atti di violenza e degli omicidi avvenuti nei giorni precedenti. Il prefetto di Genova, per proteggere la città da ulteriori assalti fascisti, aveva ordinato l'invio di un nutrito numero di carabinieri e di militari in città, al comando di Guido Jurgens; questi fronteggiarono i fascisti, che durante la giornata di scontri persero quattordici uomini, ma ottenendo alla fine la liberazione di Ricci grazie all'intervento politico del procuratore filofascista di Massa.

## Storia

### Antefatti
La Liguria, almeno al principio del 1921, sembrava ancora immune dalla violenza fascista che già imperversava nelle regioni vicine come Toscana, Lombardia ed Emilia-Romagna. Alcuni fasci si erano già costituiti o erano in procinto di farlo, mentre il movimento operaio, dopo il fallimento dell'occupazione delle fabbriche, sembrava sulla difensiva e non mostrava segni di ripresa. Anzi, il movimento operaio con la scissione del partito socialista avvenuta durante il XVII Congresso di Livorno svoltosi tra il 15 e il 21 gennaio 1921, perse quasi del tutto la residua capacità di resistenza politica. Il neonato Partito Comunista Italiano, nato dalla scissione di Livorno, divenne l'ala più estremista della sinistra italiana, e in quanto tale i suoi leader non avevano ancora perso le speranze riguardo ad una rivoluzione proletaria, diventando così anche il partito più deciso nella lotta al fascismo, ritenuto lo "scudo" con cui la borghesia difendeva i suoi interessi. L'incapacità delle organizzazioni sindacali e della sinistra a trovare punti d'incontro indebolirono la loro posizione; con i comunisti convinti che la rivoluzione in Italia fosse dietro l'angolo, e con i socialisti alle prese con problemi interni, già a gennaio, per dirla come Pietro Nenni: «cominciò la tragedia del proletariato italiano». A sfruttare questa situazione attraverso un miscuglio di opportunismo, concessioni e discorsi pronunciati nei diversi comizi e adattati alle circostanze, fu proprio Benito Mussolini già nelle elezioni del maggio 1921. Il 6 marzo si svolse a Genova il primo Congresso regionale dei fasci di combattimento, in una adunata che assunse i caratteri del fascismo conformistico e in linea con il programma milanese che Mussolini voleva rispecchiasse. Il 7 aprile il fascismo confluì formalmente nel Blocco Nazionale capeggiato da Giovanni Giolitti (il quale credeva di riuscire a contenere gli eccessi fascisti inserendoli nel gioco parlamentare), ma tutto questo avvenne parallelamente con l'escalation di violenze squadriste che andavano moltiplicandosi in tutta la Liguria.
Sezioni del fascio sorsero ovunque nella regione, mentre le violenze e gli incidenti diventavano sempre più duri e frequenti, con i fascisti che bastonavano oppositori politici e devastavano circoli, camere del Lavoro, cooperative e Società di mutuo soccorso. Malgrado questi avvenimenti, e malgrado gli incidenti fossero di dominio pubblico, i consensi attorno al fascismo non diminuirono, soprattutto grazie alla connivenza goduta dai fascisti nei reparti della Guardia regia, nei funzionari di Polizia, nei quadri intermedi dell'esercito, nei Carabinieri e senza contare l'appoggio della stampa borghese, che permise loro di avvantaggiarsi nelle elezioni politiche del 15 maggio 1921. Ad esempio i quotidiani liguri come il Corriere Mercantile, di proprietà della famiglia Piaggio e Il Secolo XIX, di proprietà dei Perrone, cui Mussolini era debitore per i finanziamenti ricevuti per il suo Il Popolo d'Italia, si prodigarono molto a minimizzare le violenze dei fascisti e allo stesso tempo accusare socialisti e comunisti, denunciando le «violenze rosse» per indirizzare l'opinione pubblica.
La risposta socialista alle violenze fu peraltro del tutto inadeguata; cercando di rimanere su un terreno legalitario i socialisti cercarono di disciplinare il loro movimento con istruzioni rivolte a evitare provocazioni, evitare rappresaglie e informare prontamente il Comitato senza adottare soluzioni inconsulte. Di diverso parere furono i comunisti e gli Arditi del Popolo, che al contrario ribattevano alle violenze - talvolta ottenendo risultati come a Sarzana - ma più spesso soccombendo.

Renato Ricci con la sua squadra carrarese

I risultati del 15 maggio premiarono i socialisti, ma all'interno dei Blocchi anche il movimento fascista ottenne ottimi risultati. A Giolitti successe Ivanoe Bonomi, che costituì un governo di coalizione tra liberali, popolari e socialisti riformisti, ma ad avvantaggiarsi fu soprattutto Mussolini, il quale dopo il fiasco del 1919 vedeva coronati i suoi sforzi. Intanto la crisi economica che colpì le grandi industrie nazionali nel dopoguerra non accennava a placarsi, e con essa nemmeno le violenze squadriste che trovavano terreno fertile nella connivenza dei grossi industriali che grazie alle azioni dei fascisti cercavano di contenere le proteste e gli scioperi operai. Più specificamente nella zona di La Spezia, le miniere di Luni, la Vickers-Terni e tutte le officine meccaniche, metallurgiche e navali della zona conobbero una profonda crisi e inevitabili licenziamenti a causa della mancanza delle commesse che negli anni della guerra gli erano garantite dal governo, aumentando così il «fermento» tra la classe operaia che inficiava nell'ordine pubblico già pesantemente provato dalle violenze fasciste. Fu questo il clima che precedette i fatti di Sarzana, alla cui origine stavano due eventi recenti tra loro collegati, uno a carattere locale e uno nazionale: il primo era che la città veniva dipinta dal colonnello dei Carabinieri Nestore Cantuti in una relazione destinata al prefetto di Genova «un pericoloso covo di sovversivi di ogni genere», che dopo le elezioni amministrative risultava a guida socialista (mentre La Spezia e Carrara erano confluite nel Blocco Nazionale) dove il sindaco Pietro Arnaldo Terzi veniva descritto come «elemento pericoloso nella mente più che del braccio» per le sue indubbie capacità oratorie, «di principi rivoluzionari, antimilitarista, non dei più scalmanati»; il secondo era che in Italia socialisti e fascisti stavano tentando la cosiddetta «pacificazione» che avrebbe consentito quel modus vivendi alle componenti di rilievo del paese, che almeno nelle intenzioni avrebbe semplificato il superamento della grave emergenza economica. Il fascismo squadrista non accettò mai questa volontà di pacificazione, e da ciò scaturì una nuova ondata di violenze, che nella zona di La Spezia e della Lunigiana fu animato dagli squadristi toscani, soprattutto provenienti dal Fascio di Carrara, sotto la guida dell'«attivo e dinamico» Renato Ricci, da poco rientrato da Fiume dopo l'avventura d'annunziana.
La struttura organizzativa dello squadrismo in Lunigiana, e nella striscia costiera a cavallo tra Liguria e Toscana, aveva il suo centro nevralgico nelle città di Massa e di Carrara, nelle quali poté instaurarsi senza incontrare ostacoli né da parte della forza pubblica né da parte della magistratura. 
L'«offensiva antisovversiva» degli squadristi toscani segnò i primi successi il 5 giugno, quando la convergenza di squadre fasciste a Pontremoli strappò l'abitato ai «rossi», che a quel punto mantenevano in provincia di La Spezia il controllo della sola Sarzana. L'escalation di violenze che tra giugno e luglio si ebbe in quelle zone fu fortemente favorita dall'accondiscendenza dei funzionari di polizia e di giudici nei confronti delle camicie nere, e quando questi fatti furono accertati, il questore di Massa che le aveva rilevate fu sostituito con il vicequestore Giustiniani, il cui figlio era notoriamente tra i più «focosi squadristi della provincia».

### La violenza squadrista e l'arresto di Ricci
Nella notte fra il 12 e 13 giugno 1921, in occasione dell'inaugurazione del gagliardetto della sezione di Sarzana, dodici squadristi di Massa invasero la sede della cooperativa socialista devastandola. Il sindaco Pietro Arnaldo Terzi, venuto a sapere dell'accaduto, secondo il rapporto del Vice commissario di Polizia Gioia: «deciso a non raccogliere la provocazione, volle dare all'atto il valore di una ragazzata e consigliò la calma nell'animo dei compagni di partito»; tuttavia nel pomeriggio del 13 arrivarono su camion trentadue fascisti da Carrara, formalmente per una cerimonia pacifica, in realtà con il proposito di una «spedizione punitiva». Su questo punto lo stesso Gioia scrisse: «Immediatamente intervenni con gli agenti e con i carabinieri che avevano seguito il gruppo [...] e avvicinato un giovanotto, che appariva essere il capo della spedizione, forse tale Renato Ricci, gli imposi di richiamare i propri compagni [...] assicurando che da parte avversaria non avrebbero avuto né provocazioni né imboscate [...]. E mentre quello aderiva alla richiesta, echeggiarono sinistramente tre colpi di rivoltella, che misero in subbuglio la popolazione e richiamarono degli altri fascisti, che frattanto avevano dato luogo ad altri incidenti, minacciando le persone dalle finestre».
L'azione del funzionario non impedì quindi che scoppiassero tumulti tra fascisti e socialisti; alcuni dei primi rimasero feriti mentre un operaio estraneo ai fatti che stava passando in una via con il figlio, tale Luigi Gastardelli, fu colpito a morte dai fascisti. 
Alla sera i fascisti lasciarono Sarzana e, giunti a Carrara, furono fermati e identificati: al comando della spedizione risultavano essere Renato Ricci e il fratello Umberto. Che l'azione della squadra di Ricci non fosse un fatto occasionale venne confermato dall'azione compiuta contemporaneamente dalle camicie nere spezzine verso Portovenere, dove venne ucciso il comunista Giacomo Bastreri. Il sottoprefetto fece arrestare sedici fascisti, tredici dei quali furono rilasciati il mattino seguente e tre trattenuti per concorso in omicidio. Il rilascio dei fascisti provocò la reazione del comandante dei carabinieri di Sarzana che si era espresso per un'azione più energica; il sottoprefetto però, sottoposto alle pressioni del Segretario dei Fasci della Toscana, il marchese Dino Perrone, optò per una linea più morbida e promosse la creazione di una commissione paritetica formata da «influenti cittadini del luogo, ma di opposte tendenze politiche» per giungere ad una «generale pacificazione degli animi». Il sottoprefetto di La Spezia andò ancora oltre, ventilando al prefetto di Genova la sostituzione del commissario Gioia, in servizio a Sarzana, per incapacità di mantenere l'ordine pubblico additandolo come corresponsabile dei disordini del 13 giugno e indicando il suo operato verso i socialisti troppo «prudente», facendo affiorare velatamente l'idea che il raid fascista fosse una risposta ad una presunta provocazione dei «sovversivi».

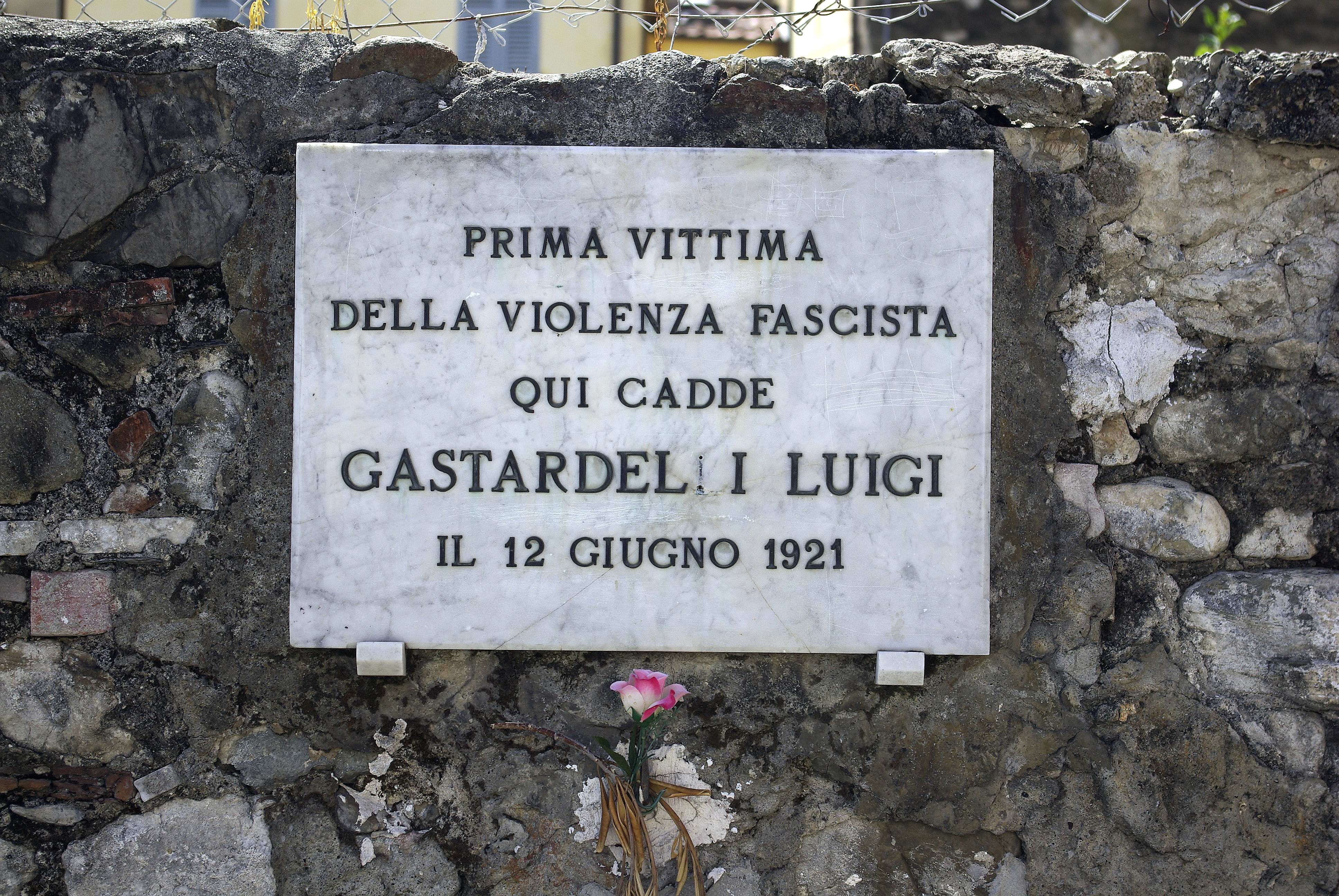
Lapide posta sul luogo dell'uccisione di Luigi Gastardelli

A questo punto subentrò una precaria tregua della durata di circa un mese, durante il quale i fascisti di Sarzana, presi di mira con gesti ostili dalla popolazione, si appellarono ai camerati di La Spezia invocando un sostegno in grado di ribaltare i rapporti di forza. La petizione, indicativa dei frequenti inviti all'azione rivolti dalla periferia ai centri urbani del movimento fascista, non rimase inascoltato. Nel frattempo gli amministratori socialisti di Sarzana inviarono a Roma una delegazione, con la quale strapparono al presidente del Consiglio Bonomi l'impegno di aumentare la vigilanza della forza pubblica contro nuove spedizioni punitive, e il sindaco costituì una sorta di comitato di salute pubblica da lui presieduto e integrato da un gruppo di Arditi del Popolo incaricatisi dell'autodifesa armata.
Il precario equilibrio cessò il 15 luglio, quando ignoti nei pressi di Carrara, tesero un agguato e uccisero il muratore e imprenditore edile Pietro Procuranti, di sentimenti politici nazionalisti. La vendetta fascista non si fece attendere; il 17 luglio dopo i funerali di Procuranti, ai quali parteciparono circa 150 fascisti armati di tutto punto provenienti da Carrara, questi si diressero verso Monzone, dove era annunciato un comizio di un anarchico, Romiti, e di un comunista, Del Ranco. Giunti a Monzone, iniziò la mattanza: vennero uccisi a pugnalate il ferroviere Dino Rossi, che stava tranquillamente rifocillandosi nell'acqua di un torrente e l'operaio Rino Garfagnini mentre tornava dal lavoro. Ma gli squadristi non si accontentarono di questi delitti e allora entrarono in paese, ferirono a revolverate cinque cittadini, ne bastonarono e presero a calci e pugni altri e perquisirono alcune case di "sospetti rossi", alla ricerca di segni tangibili del loro credo politico. Infine distrussero e derubarono la cooperativa di consumo L'Avvenire. Per festeggiare, i fascisti trafugarono due fiaschi di vino e un portafoglio ad un operaio.
Ad Aulla durante una sosta, venne bastonato un anarchico e nel pomeriggio le squadre si diressero a Santo Stefano di Magra, dove massacrarono Luigi Del Vecchio, un vecchio contadino iscritto al partito popolare e il contadino Edoardo Vannini e derubarono preziosi all'interno di alcune abitazioni, facendo circa quindici feriti tra la popolazione. La reazione della popolazione si espresse quando i fascisti erano ormai partiti. In località Bettola di Caprigliola, alcuni cittadini di Santo Stefano non identificati incendiarono un autocarro abbandonato dalle camicie nere.
Intorno a Sarzana iniziarono i pattugliamenti degli Arditi del popolo. Il tenente dei Carabinieri Vinci Nicodemi andò incontro agli squadristi per impedirne l'entrata in città, e dopo un tentativo di proseguire per quella strada, i fascisti abbandonarono i loro mezzi e in serata raggiunsero Sarzana seguendo la ferrovia. Gli squadristi uccisero a freddo Rinaldo Spadaccini mentre questi tornava a casa dalla pesca pomeridiana: il suo compagno scappò all'agguato e allertò la popolazione. Solo dopo i reiterati crimini fascisti entrarono in scena gli Arditi del popolo che andarono incontro ai fascisti ed aprirono il fuoco. Accanto a loro, contadini armati. Difficile tracciare una linea di demarcazione tra organizzati e non. I fascisti feriti, curati successivamente all'ospedale di Carrara, furono sette, ma in serata venne ritrovato il cadavere di un fascista ucciso, Venanzio Dell'Amico.
In breve furono messe insieme alcune squadre che si opposero alla spedizione facendo fuggire i fascisti. Durante gli scontri cadde lo squadrista Venanzio Dell'Amico, mentre Ricci fu arrestato con una decina di gregari.
La notizia dell'arresto di Ricci si diffuse velocemente causando la mobilitazione delle camicie nere liguri e toscane che - capitanate da Umberto Banchelli, Amerigo Dumini, Umberto Odett Santini e Tullio Tamburini - si prefissarono la liberazione dei compagni e il ristabilimento dell'onore delle camicie nere di fronte a una delle poche ma significative occasioni in cui vennero combattute. La notizia del pericolo fascista arrivò nella stessa Sarzana, dove gli operai proclamarono uno sciopero generale mentre il sindaco Terzi comunicò alle autorità competenti il pericolo imminente. A tal proposito il 18 luglio il prefetto di La Spezia comunicò a quello di Genova che: «Informazioni confidenziali comunicatemi da commissario PS Carrara segnalano propositi grossa spedizione fascisti Firenze, Pisa e dalla Versilia per tentare liberazione dieci fascisti arrestati iersera Sarzana. Ho rinnovato preghiere prefetto rispettive provincie impedire o segnalarmi partenza e ho inviato subito altri cento uomini di truppa. [...] ]».
Nei fatti però, nonostante le premure del prefetto di La Spezia, la partenza dei fascisti dalle varie località della Toscana non venne impedita, e anzi - come scritto nella relazione redatta nei giorni seguenti dall'ispettore generale di polizia Vincenzo Trani inviato in quei giorni a Sarzana da Ivanoe Bonomi - il vicequestore di Massa, al corrente delle intenzioni degli squadristi, ordinò alla forza pubblica di non opporsi alla partenza degli squadristi a patto che questi si allontanassero a piccoli gruppi. Da tempo ormai in molte località italiane le autorità di polizia chiudevano gli occhi di fronte alle violenze fasciste al punto che, non è affatto sbagliato parlare di connivenza.
A conferma delle bellicose intenzioni degli squadristi, nella mattinata del 20 luglio gli Arditi del Popolo intercettarono due ragazzi diretti a Carrara che trasportavano un messaggio da parte dei fascisti di La Spezia contenente informazioni per piombare simultaneamente su Sarzana. Questi facevano parte di una colonna di una trentina di squadristi comandata da Guido Bosero, che la notte precedente era partita da La Spezia fino ad arrivare a Camisano nei pressi di Ameglia, dove sostarono in attesa di attaccare il 21 assieme agli uomini provenienti dalla Toscana, ma la cattura dei due ragazzi scombinò parzialmente i piani delle squadre fasciste. Nel pomeriggio del 20 luglio gli Arditi, venuti a sapere che i fascisti si nascondevano nelle alture tra Ameglia e Montemarcello, si diressero contro gli assalitori facendoli fuggire verso La Spezia, i quali durante la ritirata trucidarono un anziano agricoltore, Francesco Marchini, che stava lavorando nella piana di Ameglia. Nella notte gli Arditi decisero quindi di rafforzare il posto di blocco sul ponte di Romito Magra, dove il giorno precedente avevano fermato i due ragazzi, mentre sul luogo arrivarono anche un gruppo di giovani anarchici, socialisti, comunisti, repubblicani e democratici di Arcola e Vezzano Ligure a dare manforte nella difesa della città. Altre pattuglie vennero formate per bloccare la via Aurelia e per presidiare le alture di Arcola, Montebarucco e Vezzano, mentre altri Arditi provenienti dai quartieri operai di La Spezia e dalla toscana apuana si riunirono a Sarzana per mettersi a disposizione del comitato e dell'amministrazione presieduta dal sindaco Terzi.

### Lo scontro del 21 luglio
All'alba del 21 luglio tutta la città di Sarzana si trovava in uno stato di allarme e nonostante i diversi avvisi da parte della prefettura di Sarzana verso le varie prefetture toscane e versiliesi, il concentramento degli squadristi non venne ostacolato. Alla stazione di Avenza i fascisti di Livorno, Pisa e Massa Carrara si riunirono a quelli provenienti da Firenze, Lucca e Pescia, costituendo una colonna forte di circa 600 unità, che al comando di Dumini e Banchelli, verso le ore 02:00 iniziò a spostarsi verso Sarzana seguendo la ferrovia.
Attorno alle ore 05:00 i fascisti giunsero alla stazione di Sarzana, intenzionati a raggiungere il centro, ma ad aspettarli alla stazione trovarono nove carabinieri, quattro soldati aggregati, due funzionari di polizia e il capitano dei carabinieri Guido Jurgens, con il quale iniziarono a parlamentare, mentre poco lontano pare si trovassero alcuni gruppi di Arditi assieme a contadini e altri lavoratori. Nonostante Jurgens li avesse informati del rischio che avrebbero corso avviandosi nel centro cittadino difeso da cittadini e Arditi del Popolo, i fascisti chiesero l'immediata scarcerazione di Ricci e degli altri imprigionati, la consegna dell'ufficiale Nicodemi «che avrebbe schiaffeggiato» Ricci (in realtà non vi fu alcuna violenza sul capo del fascismo carrarese), e il permesso di recarsi in città per «liberarla dal giogo sovversivo». La ferma opposizione di Jurgens a richieste così pesanti causò un momentaneo scoramento nel gruppo, ma la situazione precipitò velocemente quando al grido «A noi!» le camicie nere si mossero compatte contro la quindicina di armati al comando di Jurgens. A quel punto Jurgens ordinò ai carabinieri di mettersi in posizione, quando dal lato dei fascisti partì un primo colpo, e poi altri colpi, ai quali i carabinieri risposero scaricando le armi. Il fuoco intenso durò pochi minuti, gli agenti spararono le loro cartucce mentre i fascisti nella massima confusione scaricarono in parte le loro armi sparando in aria, obbedendo all'ordine di rispettare la forza pubblica, mentre il frastuono richiamò un reparto di guardie regie che sottrasse Jurgens dal linciaggio. Sul terreno rimasero il caporale Paolo Diana e gli squadristi Michele Bellotto, Alcide Borghini, Rizieri Lombardini, Giuseppe Montemaggi e Vezio Parducci, mentre altri tre fascisti feriti gravemente si spensero all'ospedale (Gastone Bartolini, Guido Lottini, Lorenzo Taddeucci).
Subito dopo lo scontro a fuoco i feriti vennero portati all'ospedale, e mentre una metà dei fascisti rimase sul piazzale della stazione senza sapere bene cosa fare, altri si dispersero nelle campagne allarmando i contadini del luogo, che si prepararono all'autodifesa. In questo momento iniziò una caccia ai fuggiaschi da parte dei contadini armati di vanghe e badili, e tre camicie nere furono brutalmente uccise. Un paio d'ore dopo, i fascisti rimasti nel piazzale e quindi asserragliatisi nella stazione, ottennero dalle guardie regie il rilascio di Ricci e degli altri arrestati (nonostante la disapprovazione del prefetto di Genova che temeva altri disordini), e le stesse guardie approntarono un treno per far rientrare gli squadristi in Toscana, che alle 10:30 partì alla volta di Massa. Anche in questo caso - secondo l'ispettore generale Trani - la gestione dell'ordine pubblico fu del tutto inadeguata: i fascisti fatti ripartire non vennero identificati e disarmati, e appena partiti dalla stazione gli squadristi aprirono il fuoco contro le abitazioni e le persone, uccidendo un casellante e ferendo gravemente un contadino. I cittadini per tutta risposta, sottoposti al tiro di fucileria dal treno, presero a sparare contro i fascisti stessi colpendo e uccidendo un fascista di Carrara, Piero Gattini, che aveva preso posto vicino al macchinista. Almeno una ventina di persone rimasero ferite durante la fase di allontanamento del treno. Nel mentre i fascisti che fuggivano per i campi, in diverse occasioni vennero a contatto con i posti di vigilanza allestiti dai contadini e dagli Arditi del Popolo, accendendo piccoli scontri durante tutta la giornata, che culminarono nel pomeriggio quando un gruppo di contadini si recò alla stazione di Luni nel tentativo di intercettare eventuali fascisti armati nascosti sui treni.
A fine giornata i fascisti uccisi furono quattordici, a cui si aggiunsero i cadaveri «orrendamente mutilati» dei due fascisti catturati al posto di blocco il giorno 20 e ritrovati privi di vita in un fossato nei giorni seguenti, mentre i feriti furono circa cinquanta.

### Le prime reazioni
I fatti di Sarzana suscitarono nel paese grande clamore, commenti disparati, articoli di giornale e notizie fantasiose, come quelle riferite al capitano Jurgens, definito dalla stampa borghese "comunista", o una seconda che ne dava per certo il suicidio, entrambe smentite da Il Lavoro. Lo stesso giornale pubblicò l'intervista fatta ad Amerigo Dumini, che come altri fascisti, attribuì la colpa dell'iniziale conflitto al capitano Jurgens, sostenendo inoltre che la spedizione a Sarzana aveva intento «pacifico» e mirava ad ottenere la liberazione dei compagni non con la forza «ma mediante pratiche conciliative». Sulla stessa linea fu anche la relazione del colonnello dei Carabinieri Nestore Cantuti, che senza remore diede la responsabilità dell'accaduto ai cosiddetti «sovversivi», affermando che « [...] dato che i fascisti affermano recisamente di non aver sparato per primi, si è indotti a credere che un colpo sia partito dalle vicinanze della stazione, forse da qualche sovversivo pratico di tumulti e conscio che il primo colpo genera il conflitto [...]». Lo stesso Cantuti, pur riconoscendo l'inadeguatezza della forza pubblica nell'impedire agli squadristi di recarsi a Sarzana nonostante le disposizioni prefettizie, nella sua relazione volle "controbilanciare" la notizia con altre accuse verso i contadini e i «sovversivi», che a suo dire avrebbero sferrato attacchi premeditati alle istituzioni e avrebbero quindi provocato conseguenze ben peggiori.
Poche ore dopo i fatti avvenuti a Sarzana Dino Grandi espose così la posizione ufficiale del partito fascista:
«Il sacrificio dei nostri fratelli non sarà speso invano. La nostra lotta quotidiana è una necessaria tutela privata del diritto. Non siamo una fazione dello Stato, perché sentiamo invece di essere noi lo Stato e la Nazione». 
I giornali si schierarono più o meno apertamente dalla parte degli squadristi; il Corriere della Sera riprese l'intervista di Dumini fatta da questi al giornale fiorentino Nuovo giornale, Il Tirreno incentrò la narrazione sull'uccisione dei due giovani squadristi il giorno precedente ai fatti, mentre il Corriere Mercantile una settimana dopo i fatti e dopo la notizia della firma del patto di pacificazione, titolò emblematicamente Bisogna ubbidire rimarcando le intenzioni legalitarie del fascismo. Tutti i giornali sopracitati si guardarono bene dal narrare le atrocità compiute dagli squadristi nelle settimane precedenti il 21 luglio, presentando la spedizione su Sarzana come «una dimostrazione pacifica» in una città in mano ai «sovversivi».
In nome dei socialisti i parlamentari Giuseppe Modigliani e Giacomo Matteotti espressero «profondo cordoglio per le vittime della Lunigiana», mantenendo così un atteggiamento attendistico in attesa degli sviluppi del patto di pacificazione nazionale cui ancora credevano. Il fatto che proprio in quei giorni si stesse discutendo di pacificazione, privò gli squadristi della copertura politica della vendetta, anche se ciò non impedì alcune rappresaglie fasciste nei confronti della popolazione civile lunigiana. Il 22 una quindicina di fascisti denominatisi «Plotone d'esecuzione» si recarono presso Fossola (località tra Massa e Ortonovo), e con l'intento di vendicare i morti di Sarzana uccisero tre cittadini, Cesare Chiappini, Pietro Piccinini e Gino Colombini e ne ferirono un altro, mentre il giorno 26, durante un'altra incursione in località Bergiola, vennero uccisi altri tre abitanti del luogo estranei ai fatti. Ma le violenze nella zona ebbero il loro culmine il 24 luglio tra Sassofortino e Roccastrada, in provincia di Grosseto, dove una spedizione squadrista guidata da Dino Castellani portò a incendi, devastazioni e all'uccisione di dieci cittadini innocenti, in quella che lo storico Franzinelli definisce «spedizione stragista».
Al giungere delle notizie nelle grandi città italiane si levò un'ondata di indignazione da parte dei fascisti: a Milano imposero la chiusura dei negozi del centro in segno di lutto nazionale, a Bologna fu interrotto il servizio dei tram, e in molte altre località si assistette a serrate di protesta, rumorose manifestazioni e veri e propri scontri (a Carrara due comunisti vennero assassinati), mentre a Napoli venne assaltata la tipografia che dava alle stampe «Soviet» di Amadeo Bordiga. Di risposta i socialisti dalle colonne dell'Avanti! dichiararono che il fascismo era ormai degenerato da reazione di classe in aperta criminalità, cosicché «si è giunti alla logica conclusione dei fascisti in lotta colla guardia regia e coi carabinieri». Per un momento sembrò che l'Italia fosse alle porte di una guerra civile e che i fascisti fossero isolati dal paese.
Il governo affidò il controllo dell'ordine pubblico all'ispettore generale Trani, funzionario scrupoloso e indipendente, che documentò le numerose provocazioni degli squadristi, solo occasionalmente ostacolate dalla forza pubblica. Egli respinse anche le proposte del prefetto di Genova Cesare Poggi, il quale suggerì di rastrellare le campagne attorno a Sarzana con autoblindo e reparti di cavalleria per disarmare e punire la popolazione e gli antifascisti ancora armati nelle campagne, dichiarando al contrario che la situazione nelle campagne sarzanesi era ormai sotto controllo. Il funzionario rilevò inoltre che le violenze fasciste nella zona non erano di carattere estemporaneo né spontaneo, ma inserito nel contesto della «lenta rivoluzione alla quale tendono gli ispiratori dei fasci, che non possono lealmente disarmare perché il movimento fascista deve aumentare fino al segno che possa sfociare nella dittatura» e soddisfare «le particolari aspirazioni di coloro che li sovvenzionano: agrari e industriali». Fu un'analisi inusuale per un funzionario di polizia, che suggellò l'ispezione a Sarzana con una precisa valutazione della complicità dell'apparato statale nei confronti degli squadristi.
Nonostante le pressioni che Trani dovette subire dai fascisti, questi il 4 agosto trasmise la sua relazione al ministro dell'Interno, illustrando una situazione in netto contrasto con quanto riferito dal colonnello dei Carabinieri Cantuti e dal viceprefetto di La Spezia Delli Santi, che qualche giorno dopo chiese la rimozione di Trani. Nella sua relazione Trani trasmise le denunzie per tutti i delitti commessi dai fascisti a Massa e Carrara, descrivendo l'insufficiente azione della polizia e la nulla azione giudiziaria, che generò negli squadristi la convinzione che tutti gli era concesso. L'ostilità manifestata da Delli Santi provocò una presa di posizione della Camera del lavoro di La Spezia, che lo accusò di «partigianeria fascista», ma questi non modificò il suo atteggiamento verso Trani e in generale sui «sovversivi», mantenendo intatta la sua connivenza verso i fascisti. Trani, minacciato di morte dai fascisti che lo definirono «ferrovecchio antinazionale nittiano», e criticato anche dal prefetto filofascista di Genova Poggi, per la sua presunta «azione parziale e oltremodo debole e passiva» venne sostituito per volontà del Presidente del Consiglio Bonomi, il quale pressato da ogni parte cercò così di non esacerbare ulteriormente gli animi. Trani venne sostituito da viceprefetto di Genova, Rossi, decisamente più accomodante con gli squadristi, e stessa sorte toccò al capitano Guido Jurgens, che fu trasferito in altra sede, mentre a capo del commissariato di polizia e alla tenenza dei carabinieri furono assegnati esponenti filofascisti. Da lì a un anno l'amministrazione socialista di Sarzana guidata da Terzi venne commissariata e affidata ad un delegato prefettizio fascista.

### Conseguenze politiche
Per un momento l'effetto che la notizia produsse sembrò invertire il deciso favore che la maggioranza dei partiti e dei giornali dimostrava ai fascisti, i quali descritti come difensori dello Stato e contro il «sovversivismo rosso», questa volta vennero contrastati dai Carabinieri che affrontarono i fasci per mantenere l'ordine e lo stato di diritto.
Per allentare la tensione politica creatasi attorno al fascismo intervenne lo stesso Mussolini, il quale, contrariamente a quello che si potrebbe credere, per paura che il vento favorevole si inverta, corse ai ripari condannando l'azione degli estremisti e ribaltando la situazione accelerando le trattative di pacificazione con il Partito Socialista Italiano, con la CGL e con tutti i partiti che avessero voluto parteciparvi. Mussolini appena venne a conoscenza dei fatti di Sarzana, il 22 luglio convocò a Roma - dove si trovava per il dibattito sulla fiducia al governo - il consiglio nazionale, dove vi fu una discussione molto animata tra chi sosteneva la cessazione delle trattative di pacificazione e chi al contrario sosteneva che queste dovessero continuare. Preoccupato dell'isolamento in cui si sarebbe venuto a trovare il partito fascista se le violenze fossero continuate, Mussolini ottenne la continuazione delle trattative e oltre a ciò il consiglio nazionale decise l'invio a tutti i fasci di una circolare che limitava e regolamentava l'azione delle squadre e la cessazione delle spedizioni punitive.
Nelle giornate del 22 e del 23 luglio Mussolini prese la parola durante le sedute della Camera: la prima volta «tra lo sconcerto di avversari e amici e di avversari» per affermare che i fasci erano ancora disposti alla pacificazione e la seconda volta per mostrare la circolare emanata dal consiglio nazionale che, - a suo dire - dimostrava la volontà di pace del fascismo, e per annunciare il voto contrario del suo gruppo alla fiducia.
Le trattative aperte da Mussolini portarono alla firma del patto di pacificazione il 2 agosto, creando contraddizioni profonde nel movimento fascista, fino a vere e proprie sconfessioni da parte dei fasci in Emilia, Veneto e Toscana, dove continuarono le violenze squadriste. Con la firma del patto Mussolini credette di poter gestire la disciplina interna al movimento e allo stesso tempo tenere in pugno il fascismo; in realtà gran parte del fascismo, lo squadrismo agrario e periferico, i «sindacalisti», i «rivoluzionari» più o meno dannunziani, stavano «affilando le armi» contro il patto di pacificazione, capeggiati da Roberto Farinacci, Pietro Marsich e Dino Grandi e altri. Gli squadristi rifiutarono di riconoscere in Mussolini il fondatore e il duce del fascismo, sostenendo che il movimento fosse nato in Emilia e non a Milano, che il loro duce spirituale fosse Gabriele D'Annunzio e che il patto fosse un tradimento ai danni del fascismo.
Mussolini reagì prima dalle colonne de Il Popolo d'Italia accusando i ribelli di provincialismo e scagliandosi contro il «cattivo fascismo», e successivamente dimettendosi dal comitato centrale, creando una grave crisi interna al fascismo che si credette avrebbe preannunciato ad una scissione, che ravvisò anche Antonio Gramsci il 26 agosto su L'Ordine Nuovo quando scrisse: «Il movimento fascista si avvia a grandi passi verso la scissione». Le dimissioni di Mussolini disorientarono i ribelli e allo stesso tempo palesarono la solidarietà verso lo stesso Mussolini dai fascisti di tutta Italia, spingendo i ribelli a non andare oltre con la protesta e portando Mussolini a proporre la trasformazione del movimento in partito con un'organizzazione militare dove sarebbero stati inquadrati gli squadristi. Tale trasformazione venne sancita durante il Congresso nazionale dei fasci tra il 7 e l'11 novembre 1921.

Sacrario fascista di Sarzana dedicato ai 14 caduti, demolito nel 1945

Nel frattempo l'amministrazione guidata dal sindaco Terzi, fin dal settembre 1921, fu posta sotto una indagine amministrativa alla ricerca pretestuosa di illeciti, che non trovò, e accusò così altrettanto pretestuosamente l'amministrazione di numerosi comportamenti giudicati «sovversivi» dall'imminente regime fascista. Terzi convocò l'8 luglio una riunione presso la sede socialista in cui propose le proprie dimissioni da sindaco. Nonostante la sua proposta fosse stata respinta a grande maggioranza, decise di procedere ugualmente. Nel giro di pochi giorni la maggioranza dei consiglieri fu costretta a dimettersi, l'amministrazione decadde e venne così commissariata. Il 25 gennaio 1923, il«» consiglio comunale di Sarzana già commissariato fu sciolto con regio decreto, e le elezioni furono fissate per il 27 maggio 1923. I partiti di sinistra, già indeboliti e ostacolati dall'avvento della dittatura fascista, si presentarono frazionati in più liste mentre i fascisti presentarono due liste, che anche con l'appoggio dei quotidiani locali ottennero un largo successo, tanto da aggiudicarsi la totalità dei seggi disponibili. I 30 consiglieri comunali eletti, tutti fascisti, furono proclamati il 29 maggio 1923.
I fatti di Sarzana dimostrarono la fragilità dell'apparato militare fascista non appena questo si fosse trovato davanti alla reazione della sicurezza pubblica e senza la complicità attiva dell'apparato statale, in mancanza di ciò le famose squadre toscane o emiliane dimostrarono tutta la loro inadeguatezza e impreparazione, tanto che lo ammise lo stesso Banchelli nel suo rapporto sui fatti per giustificarne l'esito infelice: «La spedizione di Sarzana non è che un episodio normale, di quando il fascismo si sarebbe trovato innanzi a gente disposta a tener fermo [...] Le squadre troppo abituate a vincere innanzi a un nemico che quasi sempre fuggiva o debolmente reagiva, non hanno potuto né saputo far fronte», mettendo in luce con queste parole anche l'atteggiamento rinunciatario e sprovveduto delle organizzazioni operaie, che, solo dopo mesi di violenze ininterrotte, furono in grado di opporsi alla violenza. Tuttavia la poco energica politica del governo Bonomi fece sì che l'apparato dei fasci di combattimento non venne intaccato, e il regime sfruttò abbondantemente a fini propagandistici i fatti di Sarzana.
Il 21 luglio 1922, in occasione del primo anniversario dei fatti di Sarzana i fascisti organizzarono una manifestazione propagandistica nella città e il 30 luglio nel corso di una nuova manifestazione fascista che vide la presenza di Michele Bianchi, fu posta una lapide commemorativa sul muro della stazione ferroviaria. Dopo la presa del potere da parte del fascismo fu inaugurata all'interno del municipio di Sarzana un sacrario ai caduti fascisti presso il quale annualmente, nel giorno della ricorrenza, si organizzarono incontri e commemorazioni.
Una volta al potere, il fascismo usò il pugno di ferro con la città di Sarzana: ogni apparato amministrativo e culturale fu trasferito a La Spezia e vennero perseguite tutte quelle personalità legate in qualche modo all'antifascismo, e allo stesso tempo il regime fece della città una sorta di luogo della memoria vittimistica dello squadrismo, simboleggiante l'eroismo patriottico contro la «barbarie rossa». Al Tribunale di Genova venne inscenato un processo contro due contadini sarzanesi, che vennero quasi linciati dai fascisti salvo poi venire scagionati per insufficienza di prove.
Secondo lo storico Mimmo Franzinelli i fatti di Sarzana divennero nell'immaginario fascista una sorta di «pietra miliare della storia fascista» circondata da un'aura mitologica dove la cittadina ligure simboleggiò la «redenzione nazionale nei tempi oscuri del dominio bolscevico e dell'infido regime liberale». In realtà il regime rovesciò completamente la realtà dei fatti: gli aggressori divennero vittime sacrificali per la costruzione della nuova Italia e venne ribaltata la loro responsabilità nell'aver sparato per primi, attribuita invece a presunti sovversivi nascosti fra gli alberi.

## La memoria nel dopoguerra
Al termine della seconda guerra mondiale, a seguito della caduta del fascismo e del ripristino delle libertà democratiche e delle libertà di espressione, le istituzioni e la popolazione locale hanno dedicato numerose lapidi (oltre a quelle già inserite in questa voce) in memoria delle vittime dei fatti di Sarzana, quale riconoscimento dell'impegno civile antifascista della popolazione e una in particolare intitolata a Luigi Gastardelli, prima vittima accertata del fascismo. Il comune di Sarzana dal 2008 assegna anche una onorificenza civica intitolata alla memoria della resistenza civica all'attacco fascista del "XXI Luglio 1921", consegnata alle persone o istituzioni benemerite che si siano distinte per valori umani e democratici e per la lotta a ogni forma di fascismo.
A Sarzana e a Sestri Levante sono intitolate due vie al sindaco Terzi a testimonianza della sua attività di antifascista, mentre al capitano Guido Jurgens è stato intitolato il piazzale della stazione ferroviaria di Sarzana, dove si svolsero i principali scontri a fuoco. Dei fatti di Sarzana, l'allora Presidente della Repubblica Sandro Pertini disse: «Se tutte le città d’Italia avessero fatto come Sarzana, il fascismo non sarebbe passato».